# Pfarrkirche St. Martin am Silberberg

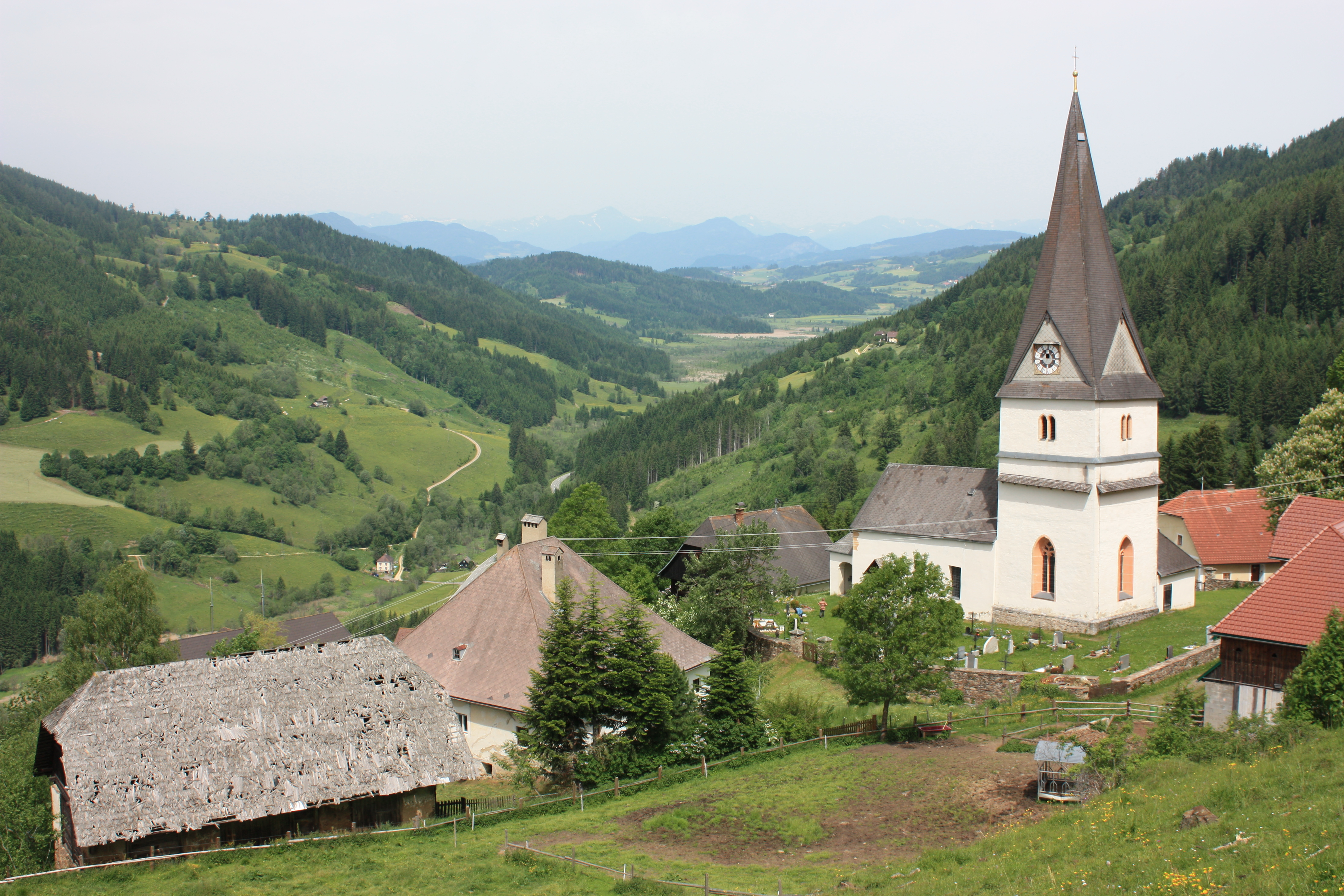
Südansicht, im Hintergrund das Hörfeldmoor

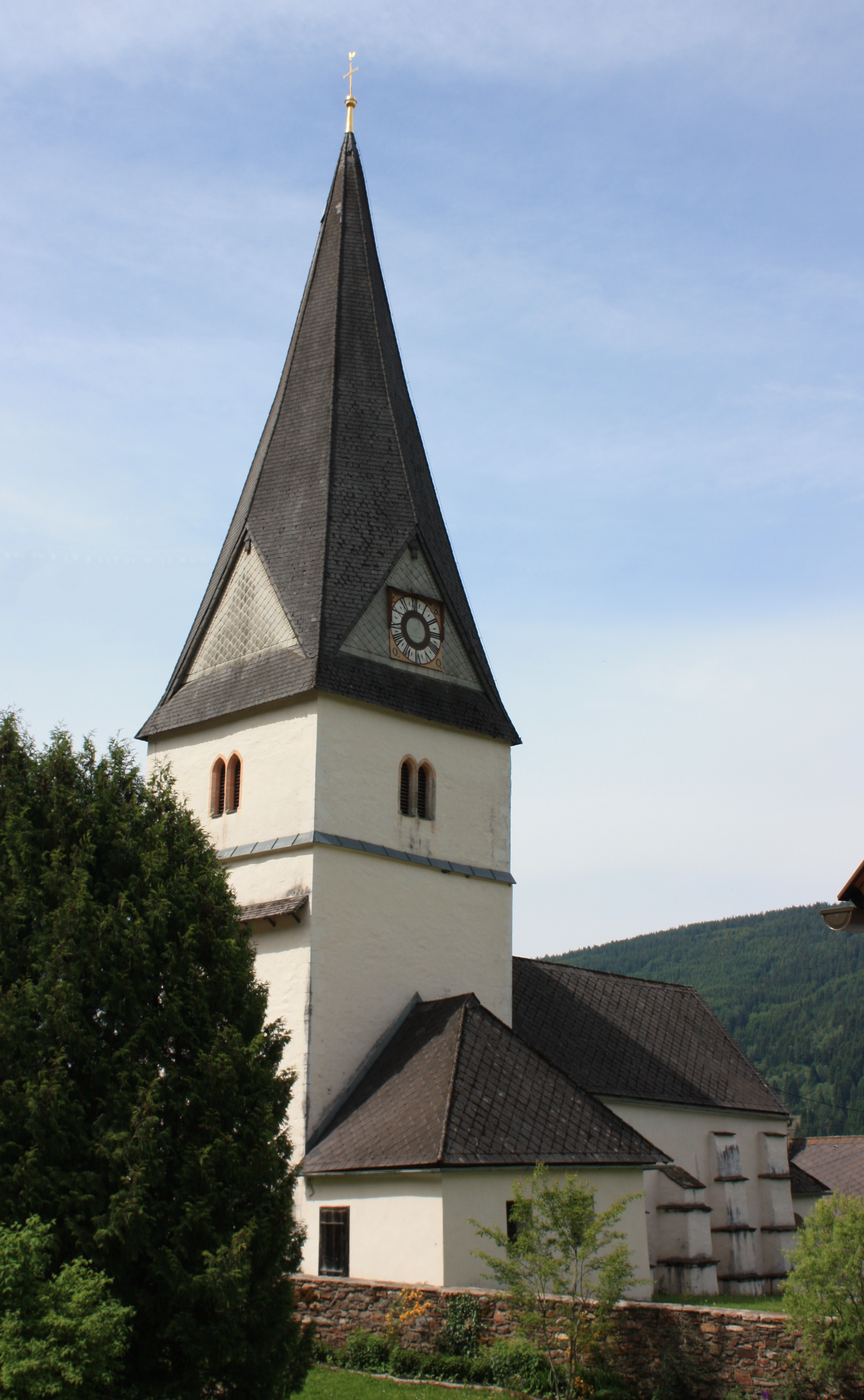
Nordansicht

Die Pfarrkirche St. Martin am Silberberg steht über dem Steiergraben in 1101 Meter Seehöhe 6 km entfernt vom Ortszentrum der Gemeinde Hüttenberg in der Ortschaft Sankt Martin am Silberberg. Die 1285 erstmals genannte Kirche wird von einem Friedhof und einer teilweise verfallenen Mauer umgeben. In dieser Mauer wurde 1952 eine Skulptur mit einem Dreifachgesicht gefunden. Dieses stellt die bislang einzige alpenslawische Skulptur Karantaniens aus dem Frühmittelalter dar. Unter dem Chorturm wurde 1989 eine romanische Rundapsis nachgewiesen.

## Baubeschreibung
Das Langhaus stammt im Kern aus der ersten Hälfte des 13. Jahrhunderts. Der quadratische spätgotische Chorturm vom Ende des 15. Jahrhunderts ist nur unwesentlich schmäler als das Langhaus.
Der Turm mit später ausgebrochenen schlanken Maßwerkfenster im Turmerdgeschoß und kleinen spitzbogigen Zwillingsfenstern im Glockengeschoß wird von einem achtseitigen Spitzhelm bekrönt. An der südlichen Turmwand befinden sich Reste eines Christophorusfreskos. An der Nordseite des Turmes ist eine spätgotische Sakristei angebaut. Gedrungene mehrfach gestufte Strebepfeiler stützen die Langhausnordwand. An der Langhaussüdwand befindet sich ein Kreuz vom Ende des 18. Jahrhunderts. Man betritt die Kirche durch das Westportal mit barocker Vorhalle.
Über dem dreieinhalbjochigen Langhaus erhebt sich ein barockes Tonnengewölbe mit Stichkappen. Darüber haben sich die Trambalkenköpfe der älteren Flachdecke erhalten. Die Westempore stammt aus der Barockzeit. Ein steiler spitzbogiger Triumphbogen verbindet das Langhaus mit dem Turmjoch. In diesem ruht ein spätgotischer Gewölbestern auf runden Eckdiensten. Im Chor finden sich eine derbe spätgotische Sakramentsnische und ein achteckiger Taufstein von 1519.

## Einrichtung
Der barocke Hochaltar wurde 1776 vom Hüttenberger Johann Reichmann gefasst. Das Altarblatt zeigt den heiligen Martin, im Aufsatz ist die Marienkrönung dargestellt. Seitlich des Mittelbildes stehen die großen Schnitzfiguren der Heiligen Florian und Sebastian, über den Opfergangsportalen die Heiligen Isidor und Notburga.
Der um 1670 entstandene linke Seitenaltar besteht aus einer Ädikula über einem Sockel, seitlichen Baldachinbögen für Konsolfiguren und einem gesprengten Volutengiebel mit Ädikula als Aufsatz. Die Säulenschäfte sind mit Weinranken, die seitlichen Ohren mit Knorpelwerk verziert. Der Altar trägt eine Madonna aus der ersten Hälfte des 15. Jahrhunderts, die in der Barockzeit überarbeitet wurde, sowie die heiligen Erhard, Laurentius und Stephanus. Das Aufsatzbild zeigt die Verkündigung an Maria. Der rechte Seitenaltar gleicht im Ausbau und in der Dekoration dem linken. Im Mittelpunkt des Altars steht die Vision des heiligen Antonius von Padua. Die seitlichen Schnitzfiguren stellen wieder die Heiligen Stephanus und Laurentius dar.
Zur weiteren Ausstattung der Kirche zählen eine Kanzel von 1668 und ein barocker Tabernakelschrank aus der Mitte des 18. Jahrhunderts in der Sakristei.